# Eruzione di tipo freatico-magmatico

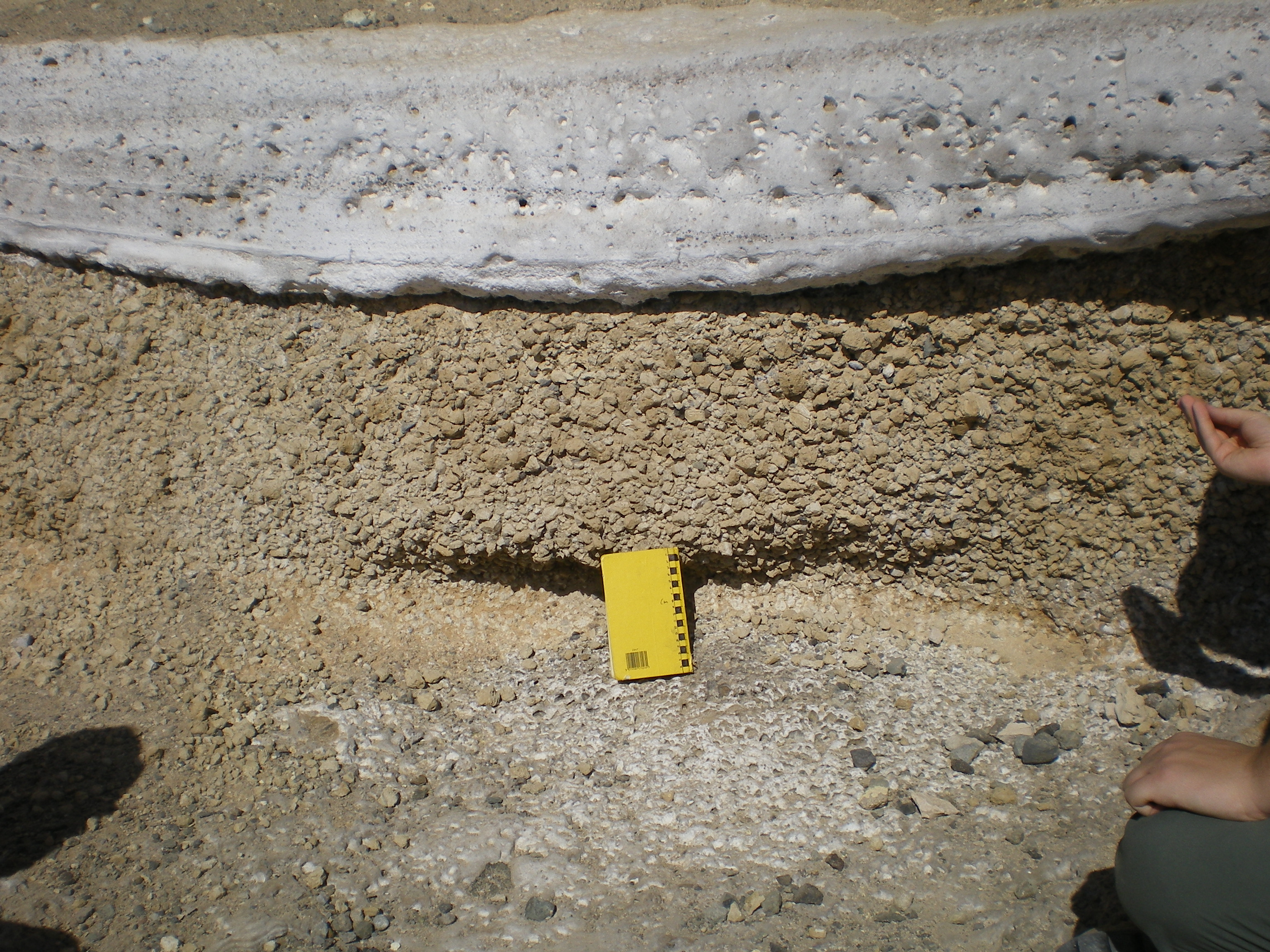
Strato di cenere di origine freatico-magmatica sovrapposto ad un deposito di lapilli di origine magmatica.

Un'eruzione di tipo freatico-magmatico è un'eruzione vulcanica con un'interazione fra magma ed acqua. Differisce da un'eruzione esclusivamente magmatica o freatica; al contrario delle eruzioni di tipo freatico, i prodotti di un'eruzione freato-magmatica contengono ejecta detritici. È comune che una grande eruzione esplosiva abbia componenti magmatici e freatico-magmatici.

Struttura di un'eruzione freatico-magmatica:
1) Pennacchio di vapore acqueo; 2) bomba vulcanica; 3) camino; 4) cono vulcanico; 5) strati geologici; 6) falda acquifera; 7) esplosione freato-magmatica; 8) camera magmatica.

## Meccanismi
Esistono diverse teorie sui meccanismi della formazione dei depositi di ceneri. La teoria più nota prevede la contrazione termica di particelle durante un rapido raffreddamento dovuto al contatto con l'acqua. Sovente, il contatto del magma con l'acqua avviene in mare, com'è il caso dell'isola vulcanica islandese Surtsey. In altri casi, il contatto avviene con l'acqua di lago, come avvenne a Santorini, dove la componente freatico-magmatica dell'eruzione minoica risultava sia dall'acqua del mare che del lago formatosi nel cratere del vulcano. Vi sono anche eruzioni freatico-magmatiche dovute all'interazione con acquiferi. 
Un'altra teoria prevede reazioni basate su modelli sulle interazioni fra carburante e mezzo di raffreddamento sviluppati nell'industria nucleare. Frammenti di carburante (in questo caso, di magma) a contatto con un mezzo di raffreddamento (il mare, il lago, la falda acquifera) propagano onde di contrazione termica che creano fenditure nel magma, le quali aumentano la superficie di interazione, portando a raffreddamenti molto rapidi. I due meccanismi sono comunque simili e possono avvenire contemporaneamente.